# ۲۳۰ (میلادی)
۲۳۰ (میلادی) دویست و سیمین سال تقویم میلادی است.

## زادگان
- کاروس، امپراتور روم

## درگذشتگان
‎